# ATC код Q
ATC код Q (англ. ATC code Q), «Ветеринарні лікарські засоби» — розділ системи літеро-цифрових кодів Анатомо-терапевтично-хімічної класифікації, розроблених Всесвітньою організацією охорони здоров'я для класифікації ліків та інших медичних продуктів.
Коди для застосування у ветеринарії (ATCvet коди) можуть бути створені шляхом додавання букви Q в передній частині коду будь-якого іншого розділу. Деякі коди використовуються виключно для ветеринарних препаратів, таких як QI (Immunologicals), QJ51 — антибактеріальні ветеринарні препарати для інтрацистернального введення.